# Jörg Fündling
Jörg Fündling (* 23. Januar 1970 in Aachen) ist ein deutscher Althistoriker.
Jörg Fündling besuchte von 1980 bis 1989 das Kaiser-Karls-Gymnasium in Aachen. Nach dem Abitur studierte er 1989/90 zunächst Biologie an der RWTH Aachen und absolvierte dann von 1990 bis 1996 ein Magisterstudium in Alter Geschichte, Latein, Historischen Hilfswissenschaften und Archivkunde an der Universität Bonn. Von 2000 bis 2004 war er dort Wissenschaftlicher Mitarbeiter am Seminar für Alte Geschichte. Bei Klaus Rosen wurde er 2006 mit der sehr umfangreichen Dissertation Kommentar zur Vita Hadriani der Historia Augusta promoviert und erhielt im Folgejahr für diese Arbeit den Karl-Arnold-Preis. 2007 war er Mitarbeiter beim Reallexikon für Antike und Christentum, und von Oktober 2008 bis September 2014 war Fündling Wissenschaftlicher Mitarbeiter am Lehrstuhl für Alte Geschichte am Historischen Institut der RWTH Aachen. 2016/2017 und 2018/2019 vertrat er am Institut für Katholische Theologie derselben Hochschule die Juniorprofessur für Kirchengeschichte und Europäische Identitätsbildung, 2019 bis 2022 die Professur am Lehr- und Forschungsgebiet Kirchengeschichte. Seit 2022 ist er an diesem Institut Lehrbeauftragter für Kirchengeschichte. Neben den genannten Tätigkeiten ist Fündling seit 2004 als Autor, Lektor und Übersetzer vor allem althistorischer Sach- und Fachliteratur tätig.
Fündlings Arbeitsschwerpunkte in der Alten Geschichte sind die Historia-Augusta-Forschung, die politische und die Kulturgeschichte des Prinzipats sowie die literarische Rezeption der Antike. Er veröffentlichte Biographien über Marc Aurel, Sulla und Philipp II. Sein Kommentar zur Vita Hadriani stellt einen „Meilenstein“ in der Historia-Augusta-Forschung dar. Fündling wurde 2010 für sein Werk über Marc Aurel mit dem Prix Bordin der französischen Académie des inscriptions et belles-lettres ausgezeichnet. Im Bereich Kirchengeschichte liegt der Arbeitsschwerpunkt Fündlings auf der kultur- und mentalitätsgeschichtlichen Einbettung religionsgeschichtlicher Themen sowie auf der Geschichte der Alte Kirche; als Regionalhistoriker untersucht er neben dem antiken Aachen insbesondere die Bildungs- und Bibliotheksgeschichte der Region.

## Schriften (Auswahl)
- Kommentar zur Vita Hadriani der Historia Augusta (= Antiquitas. Reihe 4: Beiträge zur Historia-Augusta-Forschung. Serie 3: Kommentare. Band 4). 2 Teilbände, Habelt, Bonn 2006, ISBN 3-7749-3390-1.
- Die Welt Homers (= Geschichte erzählt. Band 1). Primus-Verlag, Darmstadt 2006, ISBN 3-534-19902-2 (2011 als Hörbuch).
- Marc Aurel (= Gestalten der Antike). Primus-Verlag, Darmstadt 2008, ISBN 978-3-534-15425-8 (2010 als Hörbuch; italienische Übersetzung 2009 und 2019).
- Kaiser von morgens bis abends. Ein Tag an der Spitze des Römischen Reichs (= Geschichte erzählt. Band 19). Primus-Verlag, Darmstadt 2009, ISBN 978-3-89678-386-8 (2010 als Hörbuch).
- Sulla (= Gestalten der Antike). Wissenschaftliche Buchgesellschaft, Darmstadt 2010, ISBN 978-3-534-15415-9.
- Das Goldene Zeitalter. Wie Augustus Rom neu erfand. Primus-Verlag, Darmstadt 2013, ISBN 978-3-86312-035-1.
- Philipp II. von Makedonien (= Gestalten der Antike). Philipp von Zabern, Darmstadt 2014, ISBN 978-3-8053-4822-5.
- mit Jens Bartels und Hartmut Blum: Die Antike. Grundzüge der griechischen und römischen Geschichte. UVK Verlagsgesellschaft, Konstanz 2015, ISBN 978-3-8252-3081-4.
- Asterix. 100 Seiten. Reclam, Stuttgart 2016, ISBN 978-3-15-020418-4 (3. Auflage 2018; 4. Auflage 2020; 5. Auflage 2023).
- mit Thomas Richter: Regional vernetzt im Glauben. Die Alte Synodalbibliothek des Kirchenkreises Aachen im Institut für Katholische Theologie der RWTH Aachen. Einleitung und Kataloge (= Aachener theologische Schriften. Band 9). Shaker, Aachen 2019, ISBN 978-3-8440-6573-2.
- Der Antike-Knigge. Angenehm auffallen im Herzen des Imperiums. Reclam, Stuttgart 2021, ISBN 978-3-15-014157-1.
- mit Thomas Richter: „Beschenkt mit so vielen heiligen Schätzen…“. Reliquienverzeichnisse von St. Adalbert aus dem 18. Jahrhundert. Texte und Übersetzungen (= Aachener theologische Schriften. Band 12). Shaker, Düren 2023, ISBN 978-3-8440-9107-6.